# Nguyễn Văn Thảo
Nguyễn Văn Thảo là nhà ngoại giao, từ năm 2021 là Đại sứ Đặc mệnh Toàn quyền nước Cộng hòa xã hội chủ nghĩa Việt Nam tại Vương quốc Bỉ và tại Đại công quốc Luxembourg, Đại diện thường trực nước Cộng hòa xã hội chủ nghĩa Việt Nam tại Liên minh châu Âu.

## Tiểu sử
Nguyễn Văn Thảo sinh ngày 28 tháng 9 năm 1964 tại Vĩnh Phúc, Việt Nam.

## Sự nghiệp
Nguyễn Văn Thảo tốt nghiệp Đại học Tài chính Kế toán Hà Nội, Đại học Sư phạm Ngoại ngữ Hà Nội và có học vị Thạc sĩ ngành Quản trị Kinh doanh tại Đại học Sourthern California.
Từ năm 1988 đến 1999 ông công tác tại Phòng Thương mại và Công nghiệp Việt Nam với vai trò Chuyên viên Tài chính, chức vụ Phó Trưởng Ban kiêm Trưởng Ban Tài chính.
Ông Thảo từng là Giám đốc điều hành Hội nghị thượng đỉnh APEC CEO Summit năm 2006. Từ 2005 đến 2007 ông là Phó Tổng Thư ký kiêm Viện trưởng, Trưởng ban Chỉ đạo Đề án hỗ trợ doanh nghiệp ứng dụng công nghệ thông tin, Phòng Thương mại và Công nghiệp Việt Nam.
Từ năm 2007 ông chuyển sang công tác tại Bộ Ngoại giao Việt Nam, bắt đầu với chức Vụ trưởng Vụ Quản trị Tài vụ đến 2011.
Từ 2011 đến 2014 ông làm Trợ lý Bộ trưởng Ngoại giao, Cục trưởng Cục Quản trị Tài vụ.
Từ năm 2014 đến 2017 ông là Đại sứ Đặc mệnh toàn quyền Việt Nam tại Vương quốc Liên hiệp Anh và Bắc Ireland
Từ 2018 đến tháng 05 năm 2021 ông là Trợ lý Bộ trưởng Ngoại giao, Vụ trưởng Vụ Tổng hợp Kinh tế; Thành viên Tổ biên tập Chiến lược phát triển kinh tế - xã hội 2021-2030; Trưởng SOM Mekong; Trưởng Ban tổ chức WEF-ASEAN 2018; trực tiếp phụ trách công tác ngoại giao kinh tế.
Từ tháng 06 năm 2021 ông là Đại sứ Đặc mệnh toàn quyền Việt Nam tại Vương quốc Bỉ, kiêm nhiệm Đại công quốc Luxembourg. Đại diện thường trực nước Cộng hòa xã hội chủ nghĩa Việt Nam tại Liên minh Châu Âu.

## Khen thưởng
- Huân chương lao động hạng Nhất, Nhì và hạng Ba
- Bằng khen của Thủ tướng Chính phủ; Bộ Trưởng Bộ Ngoại Giao.